# لگزینگتون هیلز (کالیفرنیا)
لگزینگتون هیلز (به انگلیسی: Lexington Hills) یک منطقهٔ مسکونی در ایالات متحده آمریکا است که در شهرستان سانتا کلارا، کالیفرنیا واقع شده‌است. لگزینگتون هیلز ۱۲٫۲۲۴ کیلومتر مربع مساحت و ۲٬۴۲۱ نفر جمعیت دارد و ۳۸۱ متر بالاتر از سطح دریا واقع شده‌است.